# Gwalchafed
Gwalchafed (anche Gwalchafed, Walgabetius e Gareth; attorno al 500) principe di Gododdin, era, secondo le fonti gallesi, il figlio di Lot Luwddoc e il fratello più giovane del celebre eroe arturiano Gawain, con il quale servì alla corte di re Artù.
Secondo alcuni storici è da lui che deriverebbe la figura di Sir Galahad. L'ipotesi ha però poco credito.